# Grabovac (Republika Serbska)
Grabovac (cyr. Грабовац) – wieś w Bośni i Hercegowinie, w Republice Serbskiej, w gminie Čelinac. W 2013 roku liczyła 568 mieszkańców.